# Клюворылая жаба
Клюворылая жаба (лат. Rhinella acrolopha) — вид бесхвостых земноводных из семейства жаб. Обитает в Колумбии и Панаме.

## Среда обитания
Распространена во влажных низменных и нижних горных лесах. Отдаëт предпочтение участкам рядом с ручьями. Днëм жаб можно наблюдать среди листового опада на лесной подстилке, а ночью они находятся без движения на листьях растений на высоте до 0,5 м над землëй.

## Охранный статус
Красная книга МСОП присвоила виду охранный статус «Вымирающий», поскольку его ареал ограничен двумя-тремя экосистемами, находящимися под угрозой, и составляет всего 905 км², тогда как площадь и качество его среды обитания в северо-западной Колумбии продолжают снижаться.